# Volum molar
În chimie, volumul molar al unei substanțe reprezintă volumul unui mol din acea substanță. Poate fi calculat ca raport împărțind masa molară (masa unui atom-gram sau a unei molecule-gram) a substanței la densitatea sa, iar în cazul soluțiilor masa molară implicată este cea medie ponderată a soluțiilor: 
{\displaystyle {\tilde {V}}={\frac {M}{\rho }}={\frac {\sum x_{i}M_{i}}{\rho }}}
Pentru soluții inversul volumului molar este egal sumei concentrațiilor molare ale componenților.
Unitatea de măsură a volumului în SI este m3. În concluzie, unitatea de măsură în sistemul internațional a volumului molar este metru cub pe mol (m3mol-1). Centimetrii cubi (cm³), o măsură de un milion de ori mai mică decât metrul cub, sunt folosiți câteodată, pentru a da unități de cm³mol-1.
Volumul molar este dat de obicei de o substanță la temperatura de 298 K. Pe lângă temperatură și densitate, depinde de starea de agregare și forma alotropă a substanței.
Volumul molar al unui gaz ideal la presiunea de o atmosferă este:
- 22,414 L/mol la 0 °C
- 24,465 L/mol la 25 °c.